# Крум Прокопов
Крум Спасов Прокопов е български просветен деец и революционер, член на Вътрешната македоно-одринска революционна организация.

## Биография
Прокопов е роден в 1870 година в село Гайтаниново, тогава в Османската империя, днес в България. Баща му е видният български учител в Източна Македония Спас Прокопов. В 1895 година завършва с десетия випуск Солунската българска мъжка гимназия. Учи три семестъра право в Софийския университет „Свети Климент Охридски“. Прекъсва и работи като учител в Разлога, Неврокоп и Горно Броди, Сярско.
От 1900 до 1901 година Крум Прокопов учителства в Лозенград, като едновременно е и ръководител на околийския революционен комитет на ВМОРО. В 1903 година влиза в Школата за запасни офицери в Княжево. Като такъв организира тайното изнасяне на 150 пушки от складовете за целите на организацията преди Илинденско-Преображенското въстание. След това работи като чиновник в Българската земеделска банка, а по-късно се занимава с търговия.
Участва в Първата световна война като запасен поручик, взводен командир в главна армейска артилерийска работилница. Награден е с орден „За военна заслуга“.